# ابن صفي
ابن صَفِي (26 يوليو 1928 – 26 يوليو 1980) ((بالأردوية: ابنِ صفی)‏ هو الاسم المستعار لأسرار أحمد ((بالأردوية: اسرار احمد)‏، أديب روائي وشاعر أردو من باكستان. كتب لأول مرة من الهند البريطانية في الأربعينيات، ثم من باكستان بعد استقلال الهند البريطانية في عام 1947. 
أبرز أعماله هي السلسلة المكونة من 125 كتابًا جاسوسى دنيا (عالم الجاسوسية) وعمران سيريز (سلسلة عمران) المكونة من 120 كتابًا، مع مجموعة صغيرة من الأعمال الشعرية الساخرة. تميزت رواياته بمزيج من الغموض والمغامرة والتشويق والعنف والرومانسية والهزل، وحققت شعبية هائلة عبر جمهور واسع من القراء في جنوب آسيا. 

## سيرته

### نشأته وتعليمه
ولد أسرار أحمد في 26 يوليو 1928 في قرية نارا التابعة لمدينة الله أباد بالهند. كان اسم والده صفي الله واسم والدته نذيرا (نضيراء) بيبي.   
حصل على بكالوريوس الآداب من جامعة أجرا.  وفي عام 1948، بدأ وظيفته الأولى في «صحيفة نكهت» محرّرًا في قسم الشعر. تعود أعماله الأولى إلى أوائل الأربعينيات، حين كانت الهند ما زالت الهند البريطانية. درس أيضًا في جامعة الله أباد وزامله في الصف الأستاذ محمد عزير شمس ودرس بعده بعام مصطفى زيدي. بعد استقلال الهند وباكستان في عام 1947، بدأ في كتابة الروايات في أوائل الخمسينيات من القرن الماضي حين كان يعمل مدرسًا في مدرسة ثانوية ويواصل الدراسة بدوام جزئي. وبعد مرحلة تدريسه، جذب انتباه السلطات لكونه ناشطًا في فترة الاستقلال وما بعد الاستقلال، فهاجر إلى كراتشي، في السند، في باكستان في أغسطس 1952. وأسس شركته الخاصة باسم «منشورات أسرار». 

### أواخر حياته
تزوج من أم سلمى خاتون عام 1953.  وفي الفترة من 1960 إلى 1963، عانى من نوبات فصام حاد وقضى بعض الوقت في جناح الطب النفسي بأحد المستشفيات، ثم تعافى وعاد برواية سلسلة عمران الأكثر مبيعًا، ڈیڑھ متوالے (مدهوش ونصف) التي أصدرها في الهند رئيس الوزراء لاحقًا لال بهادور شاستري.  بل إنّه كتب 36 رواية ضمن «عالم الجاسوسية» و 79 رواية من «سلسلة عمران» بعد شفائه من الانفصام. وفي السبعينيات من القرن الماضي استشارته استشارة غير رسمية المخابرات الداخلية الباكستانية بشأن طرق التحري.  

### وفاته
توفي ابن صَفِي في 26 يوليو 1980 بسرطان البنكرياس عن عمر يناهز 52 عامًا. ودفن في مقبرة بابوشناغار في كراتشي.  

## مسيرته الأدبية

### البواكير
بدأ ابن صَفِي كتابة الشعر في طفولته وسرعان ما نال استحسان النقاد في جنوب آسيا بأكملها. وبعد حصوله على بكالوريوس الآداب، بدأ في كتابة القصص القصيرة والهزل والسخرية تحت أسماء مختلفة مثل «سنکی سولجر جیسے (الجندي الساخر)» و «طغرل فرغان». ونشر في مجلات نكهت العديد من المقالات الساخرة التي علقت على موضوعات مختلفة من السياسة إلى الأدب إلى الصحافة. وتضمنت أعماله المبكرة في الأربعينيات قصصًا قصيرة في الهزل والسخرية. 

### جاسوسي دنيا وعمران سیریز
ادعى شخص في محفل أدبي خاص أن الأدب الأُردي ليس فيه قبول كبير لغير الموضوعات الفاحشة، فبدأ ابن صَفِي متحديًا هذه الفكرة في كتابة القصص البوليسية في يناير 1952 في مجلة نكهت الشهرية، وسمّى السلسلة جاسوسی دنیا. في عام 1953 انتقل ابن صَفِي مع والدته وشقيقته إلى كراتشي بباكستان للانضمام إلى والده الذي هاجر هناك في وقت سابق عام 1947.  
وفي عام 1955، بدأ ابن صَفِي سلسلة عمران التي اكتسبت شهرة ونجاحًا مثل جاسوسي دنيا. حققت روايات ابن صَفِي -التي تتميز بمزيج من المغامرة والتشويق والعنف والعاطفة والهزل- شعبية هائلة عند جمهور عريض من القراء.  
وكثيرًا ما كان ابن صَفِي يبتكر أماكن خيالية لقصصه. إذ كانت الشبكة السحرية لكتاباته آسرة جدًّا حتى أصبحت هذه الأراضي الخيالية حقيقية في أذهان القراء. وكان جمهور الكاتب خبراء في شعوب وثقافات شقرال، وقرهغال، ومقلق، وزيرولاند، والعديد من الأقاليم الخيالية الأخرى. ويمكن للمرء في المدن حول الهند وباكستان أن يجد مراقص، وحانات، ونوادي ليلية، وفنادق سميت على أسماء الأماكن الموجودة في روايات ابن صَفِي. من أشهرها Dilkusha و Figaro و Niagara و Tip Top و High Circle. 

### أعمال أخرى
إلى جانب الهزل والسخرية كتب أيضًا بعض المغامرات القصيرة، مثل بلدراں کی ملیکہ (ملكة بلدران)، و اب تک تھی کہاں؟ (أين كنت؟)، وشمال کا فتنہ (فتنة الشمال)، وگلترنگ، ومعزز کھوپڑی۔. في هذه المغامرات، يأخذ ابن صَفِي القارئ إلى العديد من الأراضي الخيالية والغريبة من خياله.
وفي عام 1959 بدأ ابن صَفِي تأليف كتاب آدمی کی جڑیں (جذور الآدمي)، وهو كتاب يرتكز على علم النفس البشري، غير أنّه لم يستطع إكماله بسبب مرضه.

## دھمکا - فِلم لابن صَفِي
كتب ابن صَفِي قصة وسيناريو فيلم «دھمکا» بناء على روايته «بیباکون کی تالاش (البحث عن الحمقى)». ولم يحظ الفيلم بالدعاية والشهرة التي يستحقها وظل غالبًا منسيًا.
أنتج «دھمکا» محمد حسين تالبور، بناءً على رواية «بیباکون کی تالاش (البحث عن الحمقى)» من سلسلة عمران. وقدّم الممثل السينمائي الباكستاني جاويد شيخ (المعروف آنذاك باسم جاويد إقبال) شخصية ظفر الملك، صاحب الدور الرئيسي في الفِلم. ومثّل محمد حسين تالبور (منتج أفلام) شخصية جيمسون ومثّلت الممثلة شابنام شخصية صبيحة. ولم يتم عرض فريق عمران أو X-2 في الفيلم. وقد سجّل ابن صَفِي بنفسه صوت X-2. ومثّل الممثل رحمن شخصيّة الشرير لأول مرة. وتضمن الفِلم مقطوعة غَزَل للمطرب حبيب والي محمد «راہِ طلب میں کون کسی کا» ألّفها ابن صَفِي. وقد صدر الفِلم في 13 ديسمبر 1974.

## التّلقّي

### تأثيره
كان كاتب السيناريو والشاعر الغنائي في بوليوود جافيد أختار تلهمه كثيرٌ من روايات ابن صَفِي الأردية، التي نشأ على قراءتها حين كان طفلاً. وتأثر أختار خاصّةً بسلسلة جاسوسي دنيا <i id="mwkg">وعمران</i> من الروايات البوليسية، مثل بيت الخوف (1955). فقد تأثر بالحركة السريعة والحبكات المحكمة وطرائق التعبير في إثارة جاسوسي دنيا البوليسية. كما تذكّر روايات ابن صَفِي لشخصياتها الرائعة ذات الأسماء الجذابة التي لا تنسى، التي تركت انطباعًا دائمًا عليه، والتي استخدمت بوليوود لاحقًا بعض تقنيات السرد في نصوصها، مثل إعطاء أسماء جذابة للشخصيات، وأسلوبها في الحبكة وطرائق الحديث. كما قال أختار إن روايات ابن صَفِي علمته أهمية الشخصيات المتسامية في الحياة، وألهمت شخصيات بوليوودية شهيرة مثل جبار سينغ في فيلم Sholay (1975) وموغامبو Mogambo في Mr. India (1987).

### أعماله المترجمة
ظهرت أولى الترجمات الإنجليزية لروايات ابن صَفِي البوليسية عام 2010، وهي رواية مبنى الخوف (The House of Fear)، وترجمها بلال تنوير ونشرتها دار Random House India. وفي عام 2011، أصدرت دار منشورات بلافت (Blaft Publications) بالتعاون مع ترانكوبار (Tranquebar) أربع روايات أخرى من سلسلة عالم الجاسوسية (جاسوسى دنيا)، والتي ترجمها الناقد الأردي الشهير شمس الرحمن فاروقي.   

## فهرس
قائمة أعماله غير المسلسلة
- آدمی کی جڑیں (جذور الآدمي) - غير مكتمل
- بلدراں کی ملیکہ (ملكة بلدران)
- اب تک تھی کہاں؟ (أين كنت؟)
- ڈپلومیٹ مرغ (الديك الدبلوماسي)
- ساڑھے پانچ بجے (في الخامسة والنصف)
- شمال کا فتنہ (فتنة الشمال)
- متاع قلب ونظر - مجموعة شعرية (نُشرت)

الروايات
- علامہ دہشتناک (العالم المُرهِب) [13] [9]
- خطرناک لاشیں (الجثة الضاحكة) [3]
- سانپوں کے شکاری
- خوفناك إمارات (مبنى الخوف) (1955) [14] [15] [16]
- پراسرار چیخیں «صرخات غامضة» (1955) [16]
- لڑکیوں کا جزیرہ (جزيرة البنات)
- نیلے پرندے (الطيور النّيليّة «الزرقاء»)
- جڑوں کی تلاش (إيجاد الجذور)
- چٹانوں میں فائر (نار على الصخور) (1955) [16]

## الشِّعر
كان ابن صَفِي شاعرا أيضا. وكان يكتب القصائد تحت الاسم المستعار «أسرار ناروى». كتب في أغراض مختلفة من الشعر الأردي، مثل حمد ونعت ومَنقَبَت ومرثية وغَزَل ونظم. ونُشرت مجموعته الشعرية متاع قلب ونظر مؤخّرًا.
وفيما يلي بعض غَزَله:
- دولتِ غم (غِنى الحزن)
- ذہن سے دل کا بار اترا ہے (ثقل القلب يفرغه الذهن)
- چھلکتی آئے
- کچھ تو تعلق کچھ تو لگاؤ (بعض التعلق. . .)
- آج کی رات (الليلة)
- بڑے غضب کا ہے یارو بڑے عذاب کا زخم (جرح الغضب الشديد زخم العذاب)
- یوں ہی وابستگی نہیں ہوتی (ليس هكذا الوصال)
- لب ورخسار وجبیں سے ملئے (حين التقت الشفاه والخدود والجبين)
- راہِ طلب میں کون کسی کا (في طلب طريق معرفة من أنا)
- اے نگارانِ خوبرو آؤ (أيّها الكُتّاب هلّموا)
- کبھی ثواب کی ہیں (أحيانًا من الثواب. . .)
- کبھی قاتِل (قاتلٌ أحيانًا. . .)
- قفس کی داستاں ہے (هذي حكاية القفص. . .)
- طلسم ہوش ربا (الطلسم الآخذ بالأنفاس) [17]
- تنہائی (تنائي)
- بانسری کی آواز (صوت النّاي) [9]

## جوائزه
- جائزة Sitara-i-Imtiaz (نجمة التميز) من قبل رئيس باكستان في عام 2020 [18]

## روابط خارجية
- ابن صَفِي الأستاذ الماهر.
- منزلة ابن صَفِي الأدبية ومكانته على بي بي سي الأردية، 23 يوليو 2011.
- عمود أيك هيرو أحمد إسلام أمجد في الذكرى 32 لوفاة ابن صَفِي في ديلي إكسبريس (جريدة) باللغة الأردية.